# アルフレッド・コペロ

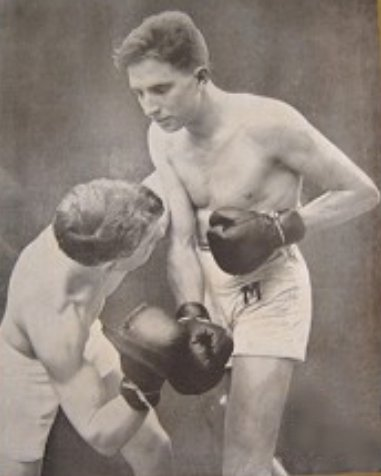
アルフレッド・コペロ、1922年

アルフレッド・コペロ（Alfredo Copello、1903年 - 没年不明）は、1920年代に活躍したアルゼンチンのライト級プロボクサー。
1924年に行われたパリオリンピックのボクシングライト級で決勝まで勝ち上がりデンマークのハンス・ジェイコブ・ニールセンに敗れて銀メダルを獲得した。